# Cetanthura foveoderma
Cetanthura foveoderma är en kräftdjursart som beskrevs av Brian Frederick Kensley 1982. Cetanthura foveoderma ingår i släktet Cetanthura och familjen Anthuridae. Inga underarter finns listade i Catalogue of Life.